# Gabriella Ullberg Westin
Klara Matilda Gabriella Ullberg Westin, född 13 januari 1973 i Hudiksvall, är en svensk författare.
Ullberg Westin har studerat kriminologi vid Stockholms universitet och är nu heltidsförfattare.